# Опытовое судно
О́пытовое судно — специально оборудованное судно, предназначенное для проведения экспериментов, испытаний и опытов, связанных собственно с самим судном, будь то испытания новых типов вооружения, эксперименты с энергетической установкой, исследование новых типов движителя, форм корпуса, отдельных конструктивных узлов судна.
В отличие от научно-исследовательских судов, занимающихся исследованием Земли, водных масс, биомасс, дна, атмосферы и космического пространства, которые служат исследовательским инструментом, опытовое судно само является объектом исследования.

## Опытовые надводные суда
Как правило, опытовые суда переоборудуются из судов и кораблей существующих типов. Изредка они строятся специально по особому проекту. В российском императорском флоте первым кораблём с броневой защитой стала канонерская лодка с говорящим именем «Опыт».
В советском флоте опытовые суда несли обозначение «ОС-<номер>» и, в силу возможности круглогодичной работы, были сосредоточены, в основном, на Черноморском флоте. В его состав в разное время входили не менее 15 различных опытовых судов, организационно относящихся к вспомогательным кораблям. В частности, в их число входили Диксон и Форос, переоборудованные для испытания корабельных лазерных систем, а также несколько специализированных судов проектов 1236 и 1824, предназначенных для проведения испытаний торпедного оружия.

## Опытовые подводные лодки

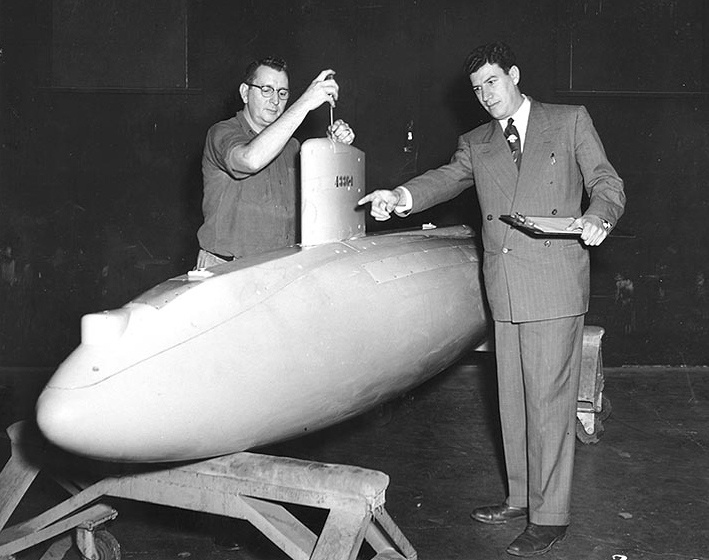
Модель USS Albacore

В числе подводных лодок тоже можно встретить опытовые корабли:
- российская Почтовый (1906) и советская Р-1 (С.92, «РЕДО») применялись для отработки единого двигателя внутреннего сгорания для подводного хода.
- USS Albacore (AGSS-569) — американская экспериментальная подводная лодка (1953), послужившая полигоном для отработки форм корпуса, рулей, пропульсивных характеристик субмарин. В советском флоте её аналогом была лодка СС-533 проекта 01710 «Макрель».
- Б-90 «Саров» — российская опытовая подводная лодка (2007), построенная для испытания различных образцов вооружения и техники.

Фактически, к опытовым судам можно отнести и некоторые боевые подводные лодки, построенные по индивидуальным проектам и участвовавшие в обширной программе испытаний.
- Немецкие лодки типа XVII конструкции Гельмута Вальтера, советская С-99 (1951) и британско-немецкая HMS Meteorite (1946) служили для отработки парогазотурбинной энергетической установки,
- К-3 «Ленинский комсомол» и USS Nautilus (SSN-571) служили для изучения подводных лодок с атомным реактором.
- К-27 (1962) и американская USS Swordfish (SSN-579) (1958) несли экспериментальные реакторы с жидкометаллическим теплоносителем;
- К-278 «Комсомолец» (198х)  использовалась для осуществления глубоководных испытаний;
- К-222 (1969) стала полигоном для отработки применения титановых сплавов и эксплуатации высокоскоростных субмарин.